# Heimkehrerentschädigungsgesetz
Das Heimkehrerentschädigungsgesetz sollte nach der deutschen Wiedervereinigung ostdeutsche ehemalige Heimkehrer aus Kriegsgefangenschaft und Internierung infolge des Zweiten Weltkrieges entschädigen. Es trat am 1. Juli 2008 in Kraft.

## Entschädigung in der Bundesrepublik Deutschland ab 1950
Nach dem Ende des Zweiten Weltkrieges wurde 1950 von ehemaligen Kriegsgefangenen und Internierten der Verband der Heimkehrer, Kriegsgefangenen und Vermisstenangehörigen Deutschlands (VdH) als eine Interessenvertretung gegründet. Im damaligen Bundesgebiet (Westdeutschland) wurden Heimkehrer und entlassene Kriegsgefangene durch das Heimkehrergesetz vom 19. Juni 1950 sowie das Kriegsgefangenenentschädigungsgesetz vom 30. Januar 1954 von staatlicher Seite in die Gesellschaft reintegriert und finanziell unterstützt. Die in das Gebiet der DDR Entlassenen hatten keinen Zugang zu diesen Leistungen.

## Kampf um das Entschädigungsgesetz
Mit dem Ende der DDR 1990 wurde eine Entschädigung auch der ehemaligen Kriegsgefangenen und Internierten im Beitrittsgebiet vom hier 1992 gegründeten VdH gefordert. Ein Gesetzentwurf der CDU/CSU fiel 1991 wegen Unvollständigkeit durch. Der damalige Bundespräsident Johannes Rau äußerte im Jahr 2000 sein Verständnis für das Anliegen des Verbandes. Auch eine Eingabe an den Petitionsausschuss des Bundestages blieb erfolglos. 2003 wurden Vertreter des Heimkehrerverbandes im Deutschen Bundestag angehört. Unterstützung fand der VdH unter anderem im ehemaligen CDU-Bundestagsabgeordneten Hartmut Büttner und dem Staßfurter Bürgermeister Martin Kriesel.
2007 wurde vom Deutschen Bundestag das Heimkehrer-Entschädigungsgesetz beschlossen. Am 17. Dezember 2007 trat das Gesetz zur Aufhebung der Heimkehrerstiftung und zur Finanzierung der Stiftung für ehemalige politische Häftlinge (Heimkehrerstiftungsaufhebungsgesetz) in Kraft. Artikel 3 des Gesetzes beinhaltet das Gesetz über eine einmalige Entschädigung an die Heimkehrer aus dem Beitrittsgebiet (Heimkehrerentschädigungsgesetz).
Das Gesetz sollte ursprünglich am 1. Januar 2009 in Kraft treten, auf einen Änderungsantrag der Koalitionsfraktionen hin wurde der Termin auf den 1. Juli 2008 vorgezogen.
Das Gesetz sah eine einmalige Entschädigungszahlung für ehemalige deutsche Kriegsgefangene, Zivilinternierte und Zivilverschleppte (sogenannte Geltungskriegsgefangene) vor, die ab 1947 in die sowjetische Besatzungszone bzw. die Deutsche Demokratische Republik entlassen wurden.

## Höhe der Entschädigung
Noch lebende ehemalige Kriegsgefangene und Spätheimkehrer in Ostdeutschland erhielten eine einmalige Zahlung von maximal 1.500 Euro, gestaffelt nach der Gewahrsamsdauer:
- 500 € für die Entlassenen von 1947 und 1948
- 1.000 € für Entlassene von 1949 und 1950
- 1.500 € für Entlassene ab 1951

Anträge auf Entschädigung konnten innerhalb eines Jahres nach Inkrafttreten des Gesetzes gestellt werden. Innerhalb der einjährigen Frist wurden 46.079 Anträge auf Entschädigung gestellt. Davon wurden 4.736 abgelehnt, 3.876 Verfahren wurden eingestellt.